# Alayor

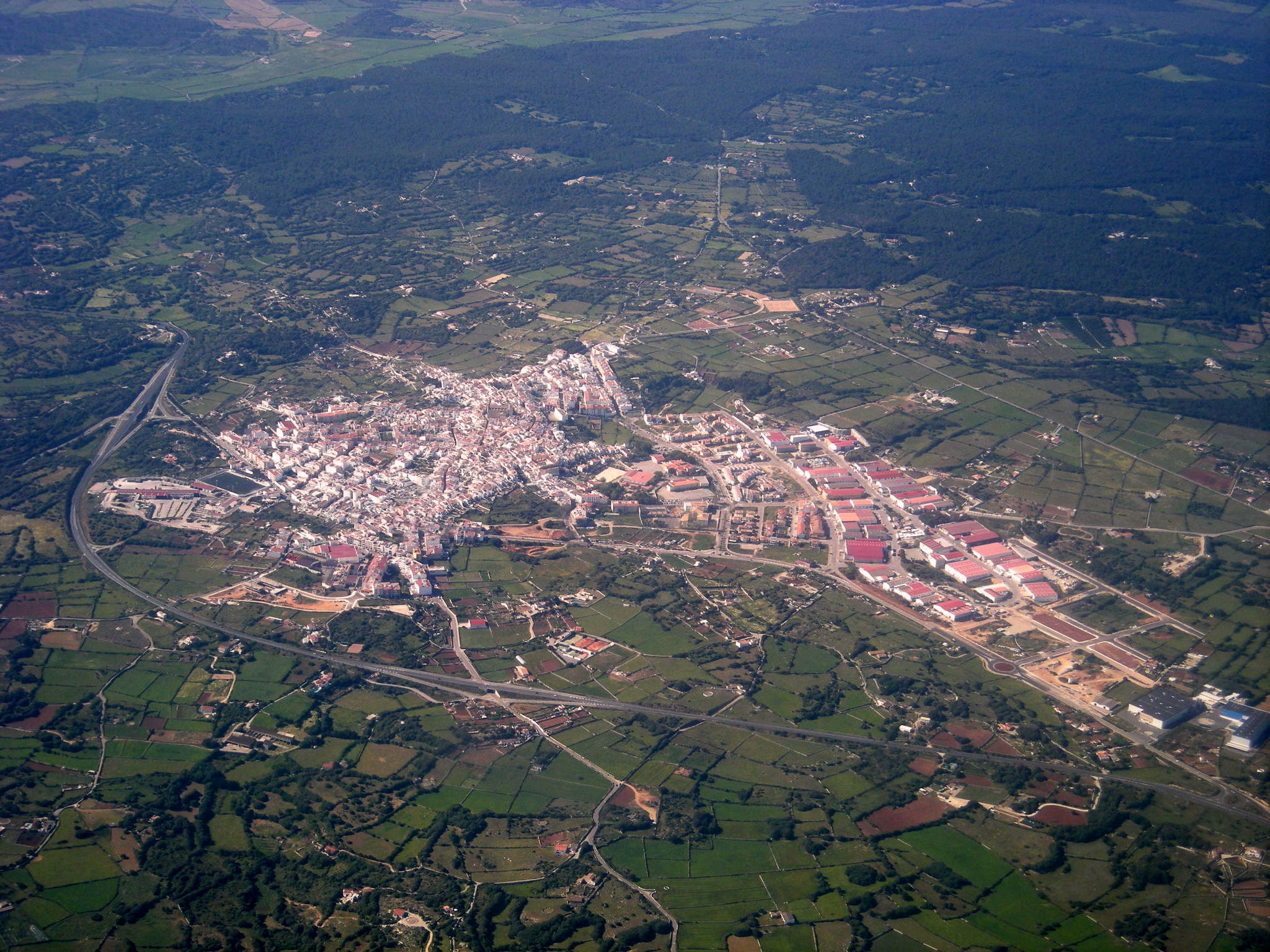
Vista aérea

Alayor (en catalán: Alaior) es una localidad y municipio de la comunidad autónoma de Islas Baleares, España. Situado en la isla de Menorca, contaba con una población de 9748 habitantes en el año 2023. Está situado a 12 km de la capital, Mahón.
Sus principales actividades son: turismo, industria del calzado, queso y materiales de construcción.
También puede considerarse ciudad universitaria, ya que allí se encuentra la extensión de la Universidad de las Islas Baleares (UIB).
Aparte de la universidad, también se encuentran los colegios de primaria y secundaria de La Salle Alayor y del doctor Comas, la EEI Es Pouet y el IES Josep Miquel Guardia.
El patrón del municipio es San Lorenzo y su patrona Santa Eulalia. Por ello, las fiestas patronales se celebran el fin de semana posterior al 10 de agosto, San Lorenzo, con el tradicional jaleo.
En las fiestas tradicionales, lo principal son los caballos, el jaleo y la pomada. Los caballos van vestidos de una forma especial y sus jinetes también, siempre de blanco y negro.
Tiene como principales centros turísticos las urbanizaciones de Son Bou, San Jaime, Torre Solí, Cala en Porter y Cales Coves.

## Símbolos
El escudo está relacionado con su término municipal. La descripción del escudo es la siguiente: en un campo se encuentra el sotuer o aspa de oro sobre campo de azur (azul); el aspa de oro alude a Santa Eulalia, que, como atributo personal de su santidad, lleva la cruz en forma de aspa, símbolo de su martirio.
Los palos de gules (rojo) con campo de oro son el emblema del Reino de Aragón: son palos y no barras, que son símbolos diferentes en el mundo de la heráldica. El ave se convierte en un gallo de oro con un ala extendida, del mismo metal, sobre un campo de azur (azul), que simboliza la vigilancia y la actividad del pueblo.

## Historia
El día de San Antonio de 1287, el rey Alfonso III el Liberal conquistó y expulsó a las tribus arabo-bereberes, que ocuparon la isla casi cuatro siglos antes, gentes que vivían de la agricultura y mayormente de la ganadera. Los bereberes de Alayor habitaban en alquerías y en rafales, trabajaban la tierra y cultivaban en el barranco de Binigemor. Construyeron el castillo de Santa Águeda, recinto amurallado con dos lavaderos y espacio suficiente para resistir cierto tiempo.
En 1295, por el Tratado de Anagni, Menorca vuelve a Jaime II, rey del Reino de Mallorca y tío de Alfonso III Por el pariaje de Jaime II (de 19 de marzo de 1301) se establece la división eclesiástica de la isla. El rey Jaime funda siete parroquias, entre ellas Santa Eulalia y San Lorenzo de Binixems; A partir de la parroquia de Santa Eulalia y por la compra de la alquería de Ihalor (Alayor) en 1304 por los representantes del rey (Pere Falguera entre ellos), fue creciendo el pueblo de Alayor. La etimología del nombre Alayor o Ihalor puede estar en relación con un asentamiento tribal bereber, los Yaturag o Yettureg, en las cercanías de Argel, y significaría “Él brilla”.
Jaime II firmaba, el 30 de agosto de 1301, la Carta de franquezas y privilegios, que puede considerarse una especie de constitución para Menorca. Sus privilegios fueron recopilados en el Libro Rojo de Ciutadela. La población se gobernaba con un consejo compuesto por los dos síndicos y doce consejeros, elegidos anualmente y en la víspera de Navidad. Los dos síndicos y un hombre bueno servían ante el Consejo General de Menorca. Las elecciones de jurados y consejeros de la Universidad de Menorca, de la que los alayorenses también formaban parte, eran muy a menudo conflictivas. En 1439 el gobernador Galceran de Requesens publica la nueva regulación del régimen municipal, que perduraría hasta principios del siglo XIX. Era el sistema de insaculación o de saco y suerte. Los cargos públicos eran elegidos según los estamentos sociales a los que pertenecían cada uno de los candidatos.
Ya en el siglo XVI, con la monarquía hispánica de Carlos V y Felipe II, las poblaciones menorquinas sufrieron los asaltos del turco y de los piratas berberiscos: Mahón fue asaltada por Barbarroja en 1535; Ciudadela, que sufrió el ataque Pi Alí en 1558 que cautivó a 149 alayorenses, según constató el pavorde Marcos Martí Totxo.
Para prevenir nuevos desastre se fortificó de la torre del campanario de Santa Eulalia, se crearon compañías de hombres armados para la defensa del municipio y se construyeron la atalaya de Binissegarra (siglo XVI) y la torre de defensa de Son Bou (siglo XIX). El 9 de julio de 1644 Miquel Barsola Cardona y Francesc Pons morirían en la defensa de la isla contra un ataque pirata.
Alayor disponía de universidad que dependía casi completamente de las decisiones tomadas por la Universidad General de Menorca y Particular de Ciudadela. A mediados del siglo XVII, la Universidad de Mahón primero (1640) y las de Mercadal y Castillo de Santa Águeda y la de Alayor después (1651) alcanzan su independencia para tomar sus propias decisiones respecto a asuntos varios, por ejemplo, los problemas de la falta de trigo a causa de malas añadas, para asegurar el alimento de la población.
Entre los siglos XVII y XVIII se produjo un cambio en las relaciones sociales entre campesinos y caballeros. Desde 1287 los campesinos trabajaban la tierra, que les era cedida a cambio de un tributo anual; son los señores o «senyors» de «llocs» (fincas agrícolas) o enfiteutas. Ahora, nobles y burgueses se convierten en terratenientes, hay menos campesinos arrendatarios y aparecen los primeros contratos de amistad.

## Patrimonio
- La iglesia de Santa Eulalia, construida en el siglo XIV y vuelta a levantar en el siglo XVII.
- Las casas consistoriales, construidas en el siglo XVII y reformadas en diferentes ocasiones. Can Salort, antiguo edificio señorial, hoy es la sede de la UIB en la isla.
- San Lorenzo de Binixems, antigua parroquia construida en el siglo XIV, fue reconstruida en el siglo XVII.
- San Pedro Nuevo (Sant Pere Nou), pequeña iglesia a las afueras de Alayor construida entre 1723 y 1731.
- La iglesia de Nuestra Señora de Gracia tiene su origen en el siglo XVI.
- El patrimonio etnológico e industrial.
- Y el archivo histórico de Alayor.

## Demografía
Alayor cuenta con una población de 10 042 habitantes (INE 2024).
| Gráfica de evolución demográfica de Alayor entre 1842 y 2021 |
| |
| Población de derecho según los censos de población del INE Población de hecho según los censos de población del INEEn estos censos se denominaba Alayor: 1842, 1857, 1860, 1877, 1887, 1897, 1900, 1910, 1920, 1930, 1940, 1950, 1960, 1970 y 1981 |

| 6705                      | 7046 | 7229 | 7390 | 7684 | 7982 | 8197 | 8308 | 8671 | 8933 | 8972 | 9133 | 9257 | 9399 |
| (Fuente: INE [Consultar]) |      |      |      |      |      |      |      |      |      |      |      |      |      |

## Administración y política
| Partido político                                                    | 2023  | 2023  | 2023       | 2019               | 2019               | 2019               | 2015               | 2015               | 2015               | 2011  | 2011  | 2011       | 2007  | 2007  | 2007       |
| Partido político                                                    | %     | Votos | Concejales | %                  | Votos              | Concejales         | %                  | Votos              | Concejales         | %     | Votos | Concejales | %     | Votos | Concejales |
| Partido Popular (PP)                                                | 55,79 | 2444  | 7          | 50,66              | 2237               | 7                  | 48,06              | 2065               | 7                  | 52,90 | 2372  | 8          | 45,58 | 1910  | 6          |
| Partit Socialista de les Illes Balears (PSIB-PSOE)                  | 21,27 | 932   | 3          | Junts per Lô (JxL) | Junts per Lô (JxL) | Junts per Lô (JxL) | Junts per Lô (JxL) | Junts per Lô (JxL) | Junts per Lô (JxL) | 26,09 | 1170  | 3          | 39,31 | 1647  | 6          |
| Més (PSM-IV-EN-APIB)                                                | 21,25 | 931   | 3          | Junts per Lô (JxL) | Junts per Lô (JxL) | Junts per Lô (JxL) | Junts per Lô (JxL) | Junts per Lô (JxL) | Junts per Lô (JxL) | —     | —     | —          | —     | —     | —          |
| Junts per Lô (JxL)                                                  | —     | —     | —          | 44,53              | 1966               | 6                  | 46,22              | 1986               | 6                  | —     | —     | —          | —     | —     | —          |
| Proposta per les Illes (PI)                                         | —     | —     | —          | 3,12               | 138                | 0                  | 3,79               | 163                | 0                  | —     | —     | —          | —     | —     | —          |
| Partit Socialista de Mallorca (PSM)-Els Verds de Menorca            | —     | —     | —          | Junts per Lô (JxL) | Junts per Lô (JxL) | Junts per Lô (JxL) | Junts per Lô (JxL) | Junts per Lô (JxL) | Junts per Lô (JxL) | 9,37  | 420   | 1          | —     | —     | —          |
| Esquerra de Menorca (EM)-Esquerra Unida de les Illes Balears (EUIB) | —     | —     | —          | Junts per Lô (JxL) | Junts per Lô (JxL) | Junts per Lô (JxL) | Junts per Lô (JxL) | Junts per Lô (JxL) | Junts per Lô (JxL) | 6,91  | 310   | 1          | 10,21 | 428   | 1          |
| Unió Menorquina (UMe)                                               | —     | —     | —          | —                  | —                  | —                  | —                  | —                  | —                  | 2,41  | 108   | 0          | —     | —     | —          |
| Unió de Centristes de Menorca (UCM)                                 | —     | —     | —          | —                  | —                  | —                  | —                  | —                  | —                  | —     | —     | —          | 3,01  | 126   | 0          |